# Estació d'Avinguda Carrilet
L'Hospitalet - Av. Carrilet (FGC) o Avinguda Carrilet (Metro) és un intercanviador multimodal situat a la cruïlla de la Rambla Marina amb l'Avinguda del Carrilet a L'Hospitalet de Llobregat. És punt d'enllaç de les línies L1 i L8 del Metro de Barcelona i del bloc de línies de la Línia Llobregat-Anoia de FGC.
El 1912 es va inaugurar l'estació de FGC que estava a la superfície, però en 1985 es va soterrar la línia entre Sant Josep i Cornellà-Riera i es va inaugurar la nova estació subterrània. L'estació del metro queda perpendicular a la de FGC i es va inaugurar el 24 d'abril de 1987.

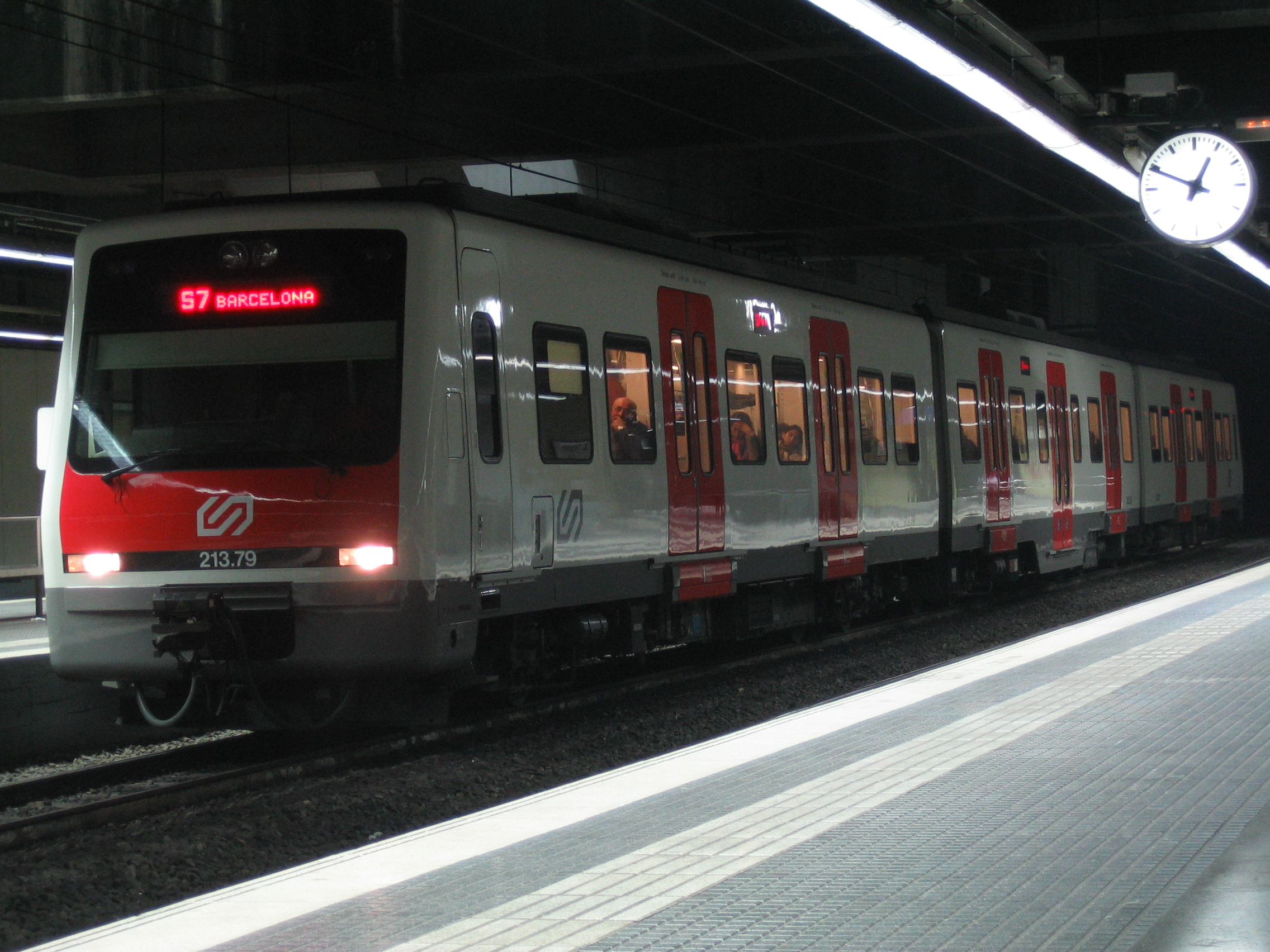
Tren a l'estació d'Av. Carrilet de FGC.

| Procedència/Destinació       | <                       | Línia               | >                    | Procedència/Destinació         |
| ---------------------------- | ----------------------- | ------------------- | -------------------- | ------------------------------ |
| Metro de Barcelona           |                         |                     |                      |                                |
| Hospital de Bellvitge        | Bellvitge Rambla Marina |                     | Rambla Just Oliveras | Fondo                          |
| Línia Llobregat-Anoia de FGC |                         |                     |                      |                                |
| Barcelona - Pl. Espanya      | Sant Josep              |                     | Almeda               | Molí Nou \| Ciutat Cooperativa |
| Barcelona - Pl. Espanya      | Sant Josep              | Can Ros             | Almeda               |                                |
| Barcelona - Pl. Espanya      | Sant Josep              | Olesa de Montserrat | Almeda               |                                |
| Barcelona - Pl. Espanya      | Sant Josep              | Martorell-Enllaç    | Almeda               |                                |
| Barcelona - Pl. Espanya      | Sant Josep              | Quatre Camins       | Almeda               |                                |
| Barcelona - Pl. Espanya      | Sant Josep              | Manresa-Baixador    | Almeda               |                                |
| Barcelona - Pl. Espanya      | Sant Josep              | Igualada            | Almeda               |                                |
| Barcelona - Pl. Espanya      | Sant Josep              | Manresa-Baixador    | Almeda               |                                |
| Barcelona - Pl. Espanya      | Sant Josep              | Igualada            | Almeda               |                                |

## Accessos
- Avinguda del Carrilet
- Rambla Marina (Metro)